# Viabon
Viabon ist eine Ortschaft und eine ehemalige französische Gemeinde mit 381 Einwohnern (Stand: 1. Januar 2022) im Département Eure-et-Loir in der Region Centre-Val de Loire. Sie gehörte zum Arrondissement Chartres und zum Kanton Voves.
Mit Wirkung vom 1. Januar 2016 wurden die bisherigen Gemeinden Baignolet, Fains-la-Folie und Germignonville zu einer Commune nouvelle mit dem Namen Eole-en-Beauce zusammengeschlossen und haben in der neuen Gemeinde den Status einer Commune déléguée. Der Verwaltungssitz befindet sich im Ort Viabon.

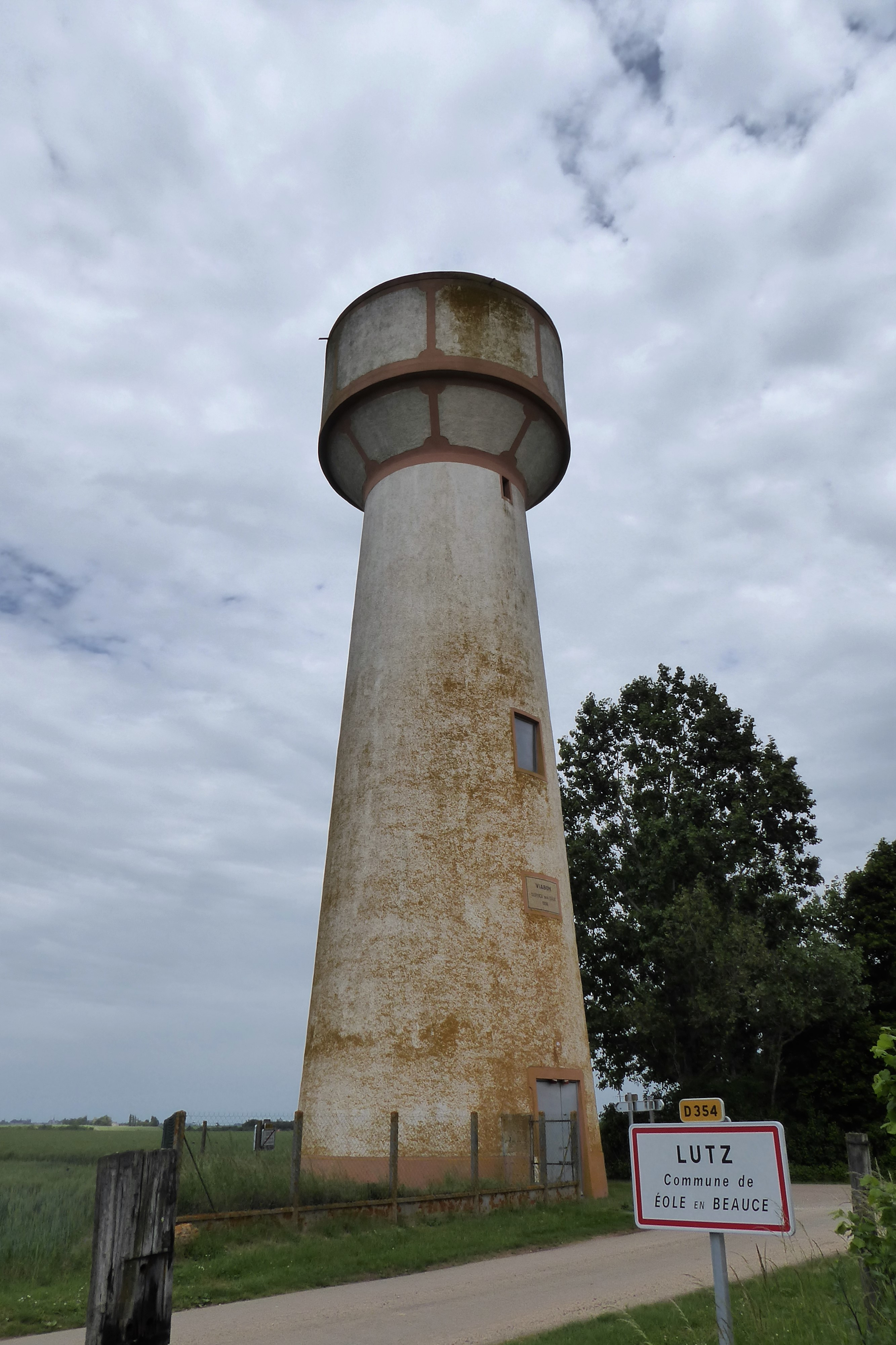
Der Wasserturm im Weiler Lutz

## Bevölkerungsentwicklung
| Jahr      | 1962 | 1968 | 1975 | 1982 | 1990 | 1999 | 2009 | 2017 |
| Einwohner | 359  | 392  | 339  | 279  | 292  | 248  | 315  | 379  |